# Ruspolia
- Commons
- Wikispecies

Ruspolia Lindau, 1896, segundo o Sistema APG II, é um gênero botânico da família Acanthaceae.

## Espécies
As principais espécies são:
- Ruspolia decurrens
- Ruspolia humbertii
- Ruspolia hypocrateriformis
- Ruspolia paniculata
- Ruspolia pseuderanthemoides
- Ruspolia seticalyx